# Bachtijar Schachabutdinowitsch Achmedow

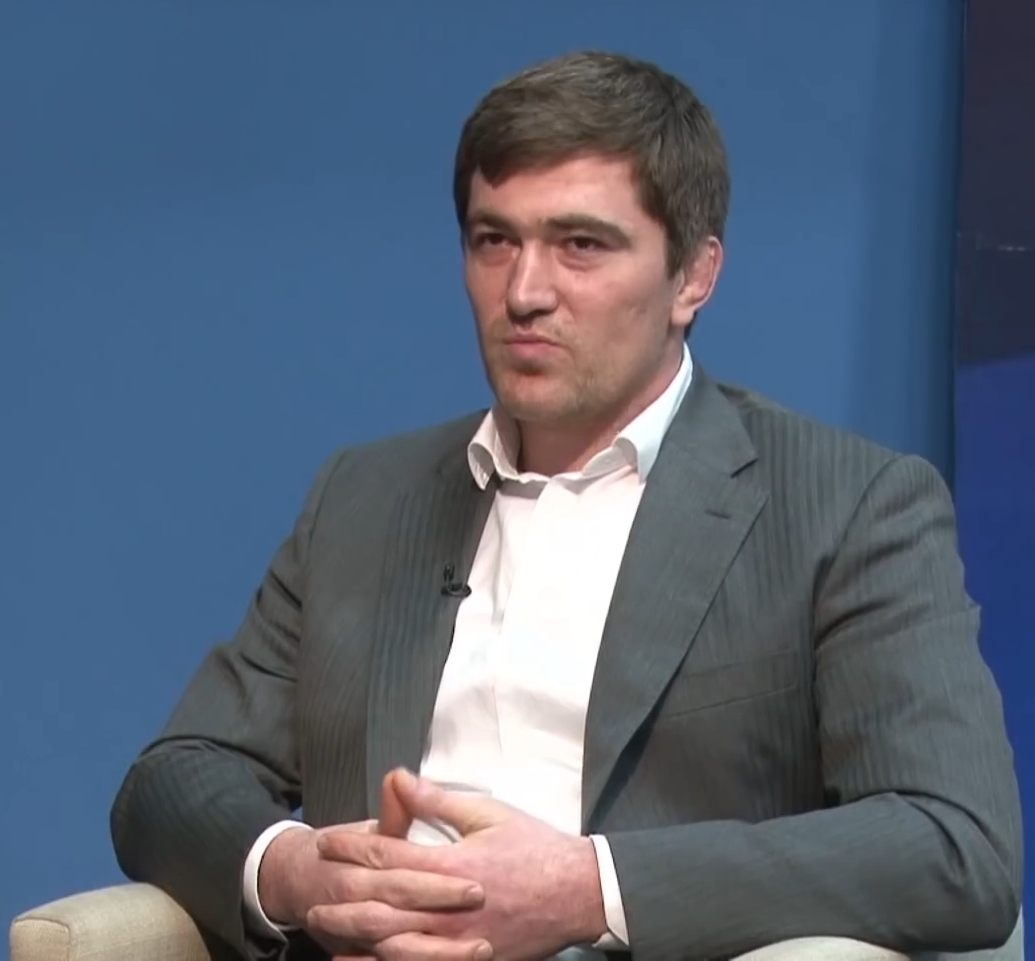
Bachtijar Achmedow (Dezember 2018)

Bachtijar Schachabutdinowitsch Achmedow  (russisch Бахтияр Шахабутдинович Ахмедов, wiss. Transliteration Bachtijar Šachabutdinovič Achmedov, kumykisch Агьматланы Багьтияр Шагьабутдинни уланы; * 5. August 1987) ist ein russischer Ringer.

## Werdegang
Bachtijar Achmedow ist Kumyk und stammt aus Dagestan. Er begann bereits 1997 als Jugendlicher mit dem Ringen und ist Angehöriger von Dinamo Machatschkala. Sein Trainer ist Imanmurza Alijew. Der 1,90 m große und ca. 115 kg schwere Athlet ist Sportstudent. Er ringt ausschließlich im freien Stil.
Bachtijar Achmedow gehörte schon im Juniorenalter zu den besten Ringern Welt in den jeweiligen Altersgruppen (Cadets, Juniors). 2003 und 2004 wurde er in Skopje bzw. Istanbul jeweils Junioren-Europameister (Cadets) in der Gewichtsklasse bis 100 kg Körpergewicht. Im Jahre 2007 wurde er Junioren-Europameister (Juniors) in Belgrad vor Oleh Iwanow, Ukraine u. Mario-Cristian Marian, Rumänien und in Peking Junioren-Weltmeister vor Mohamed Reza Azar Shakib Seyed aus dem Iran und Zhiwei Deng aus der Volksrepublik China, jeweils im Schwergewicht.
Im Jahre 2007 wurde er beim World Cup in Krasnojarsk auch schon in der russischen Nationalmannschaft der Senioren eingesetzt. Er kam dabei in der Einzelwertung hinter Alireza Rezaei aus dem Iran, Tolly Thompson aus den Vereinigten Staaten und Aljaksej Schamarau aus Russland auf den 4. Platz.
Im Jahre 2008 gewann er beim "Iwan Yarigin"-Turnier in Krasnojarsk die Konkurrenz im Schwergewicht. Dabei ließ er seine russischen Landsleute, den vielfachen Weltmeister und Olympiasieger Kuramagomed Kuramagomedow und den Weltmeister von 2007 Biljal Machow hinter sich. Er stellte damit die Weichen für eine große Karriere auch im Seniorenbereich. Bei der Europameisterschaft 2008 in Tampere musste er allerdings einen Rückschlag hinnehmen, denn er verlor dort seinen zweiten Kampf gegen den russischen Olympiasieger von 2000 David Musuľbes, der nach einigen Jahren Pause, für die Slowakei startend, ein gelungenes Comeback feierte. Mit Siegen über Ottó Aubéli aus Ungarn und den türkischen Ex-Weltmeister Aydın Polatçı erreichte er aber noch den 3. Platz.
Bei der russischen Meisterschaft im Juni 2008 in Sankt Petersburg erkämpfte sich Achmedow mit seinem Titelgewinn im Schwergewicht vor Aljaksej Schamarau und Biljal Machow endgültig die Fahrkarte zu den Olympischen Spielen in Peking. Dort zählte er mit David Musuľbes und dem US-Amerikaner Steve Mocco zu den Hauptfavoriten, er errang zunächst die Silbermedaille hinter Artur Taymazov aus Usbekistan, der 2017 wegen Dopings überführt wurde. Achmedow wurde nachträglich die Goldmedaille zugesprochen.
Im Dezember 2008 wurde Bachtijar Achmedow bei einer Messerstecherei schwer verletzt und benötigte mehrere Jahre bis zur vollständigen Genesung.

## Internationale Erfolge
| Jahr | Platz | Wettbewerb                                                      | Gewichtsklasse | |
| 2003 | 1.    | Junioren-EM (Cadets) in Skopje                                  | bis 100 kg KG  | vor Amiran Markoschwili, Georgien und Dimitar Marinow, Bulgarien |
| 2004 | 1.    | Junioren-EM (Cadets) in Istanbul                                | bis 100 kg KG  | vor Koba Koreselidse, Georgien und Abdullah Omaç, Türkei |
| 2007 | 4.    | World Cup in Krasnojarsk                                        | Schwer         | hinter Alireza Rezaei, Iran, Tolly Thompson, USA und Aljaksej Schamarau, Russland                                                                                                   |
| 2007 | 1.    | Junioren-EM (Juniors) in Belgrad                                | Schwer         | vor Oleh Iwanow, Ukraine und Mario-Cristian Marian, Rumänien |
| 2007 | 1.    | Junioren-WM (Juniors) in Peking                                 | Schwer         | vor Mohamed Reza Azar Shakib Seyed, Iran und Zhiwei Deng, Volksrepublik China |
| 2008 | 1.    | "Iwan Yarigin"-Turnier in Krasnojarsk                           | Schwer         | vor Kuramagomed Kuramagomedow und Biljal Machow, bde. Russland und Fatih Çakıroğlu, Türkei                                                                                          |
| 2008 | 3.    | EM in Tampere                                                   | Schwer         | mit Sieg über Ruslan Bassijew, Armenien, Niederlage gegen David Musuľbes, Russland und weiteren Siegen über Ottó Aubéli, Ungarn und Aydın Polatçı, Türkei                           |
| 2008 | Gold  | OS in Peking                                                    | Schwer         | mit Siegen über Boschidar Bojadschiew, Bulgarien, Fardin Masoumi Valadi, Iran, Steve Mocco, USA u. Marid Mutalimow, Kasachstan u. einer Niederlage gegen Artur Taymazov, Usbekistan |
| 2011 | 1.    | "Iwan-Yarigin"-Memorial (FILA-Golden-Grand-Prix) in Krasnojarsk | Schwer         | vor Barsag Kessajew u. Alan Zarikajew, bde. Russland u. Tervel Dlagnev, USA |
| 2011 | 2.    | Ramasan-Kadyrow-Cup in Grosny                                   | Schwer         | hinter Chisir Durgajew, Russland, vor Magomedgadschi Nurassulow, Russland |
| 2012 | 1.    | Golden-Grand-Prix in Krasnojarsk                                | Schwer         | vor Tervel Dlagnev und Magomedgadschi Nurassulow |

## Länderkämpfe
- 2008 in Wladikawkas, Russland gegen USA, Punktniederlage gegen Steve Mocco

## Russische Meisterschaften
| Jahr | Platz | Gewichtsklasse | Ergebnis                                                   |
| 2008 | 1.    | Schwer         | vor Aljaksej Schamarau, Biljal Machow und Alan Dschampajew |
| 2010 | 2.    | Schwer         | hinter Biljal Machow, vor Kiril Gotowzew u. Arseni Nanijew |
| 2011 | 1.    | Schwer         | vor Barsag Kessajew, Eduard Basrow und Ramasan Magomedow   |

## Erläuterungen
- alle Wettbewerbe im freien Stil
- OS = Olympische Spiele, WM = Weltmeisterschaft, EM = Europameisterschaft
- Schwergewicht = Gewichtsklasse bis 120 kg Körpergewicht